# Ruder-Club Witten

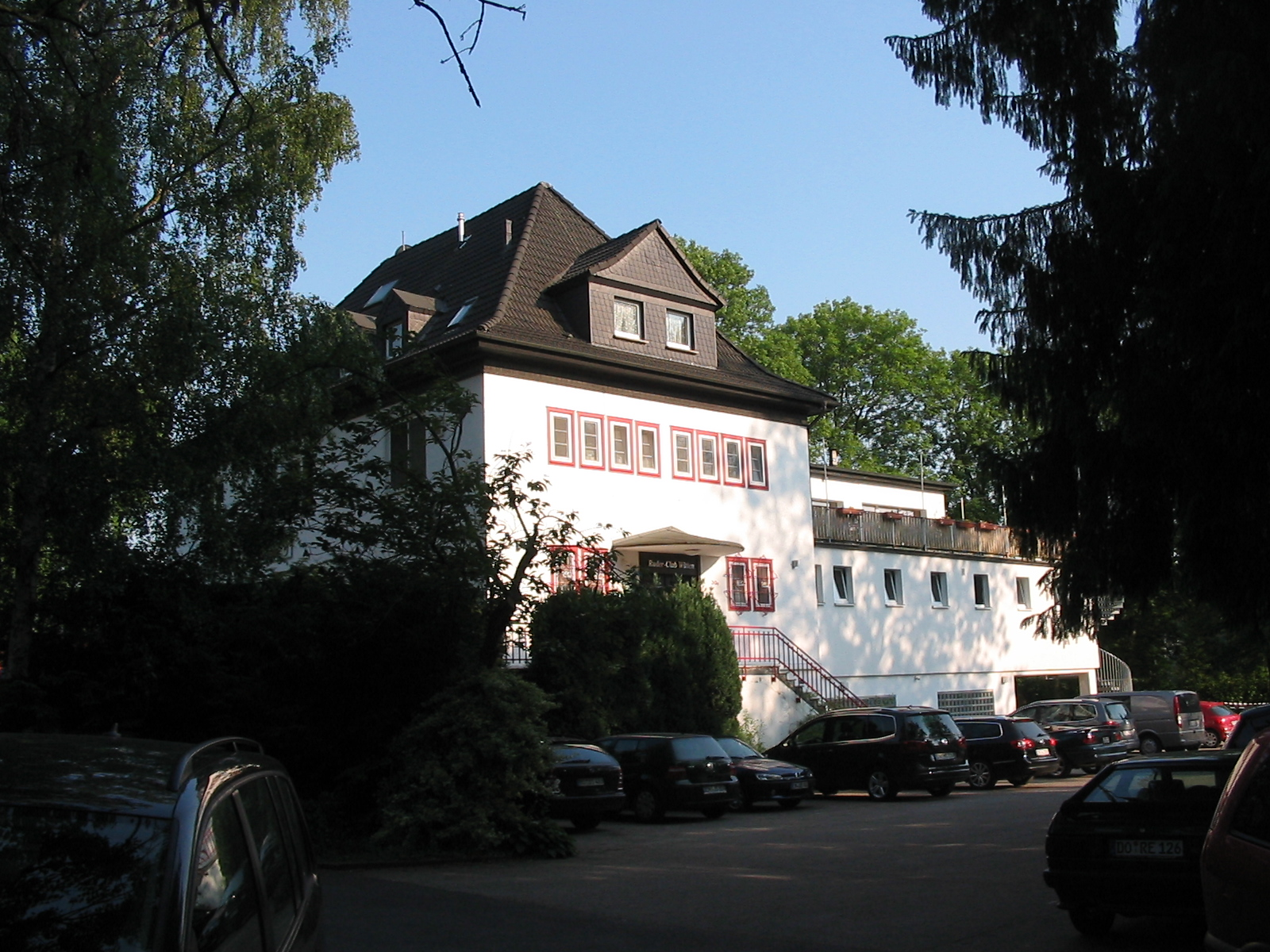
Clubhaus, erbaut 1926

Der Ruder-Club Witten e. V. ist ein Sportverein aus der Stadt Witten. Er wurde im Jahre 1892 gegründet, ist Mitglied im Deutschen Ruderverband und hat nach eigenen Angaben etwa 440 Mitglieder, die sowohl Leistungs- als auch Breitensport betreiben.
In seiner Vereinsgeschichte konnten Vereinsmitglieder mehrfach nationale und internationale Titel erringen. Die Brüder Volker und Guido Grabow konnten bei den Ruder-Weltmeisterschaften 1983 und 1985 Goldmedaillen im Vierer ohne Steuermann gewinnen sowie bei der olympischen Ruderregatta 1988 eine Bronzemedaille in derselben Bootsklasse. Sie starteten dabei jeweils in Renngemeinschaft mit den Dortmundern Norbert Keßlau und Jörg Puttlitz, die Mannschaft wurde als „Ruhr-Vierer“ bezeichnet. Im Bereich der Leichtgewichte gewannen Stefan Locher und Andreas Bech weitere WM-Titel in den Jahren 1996 und 1998.
Das vereinseigene Bootshaus wurde 1926 erbaut. Das heimische Ruderrevier ist die Ruhr, die vom Bootshaus (stromaufwärts, Standardtrainingsstrecke) über den Mühlengraben erreichbar, oder unterhalb des Bootshauses (stromabwärts) für Wanderfahrten direkt befahrbar ist.